# Bao'an, Lianzhou
Bao'an är en köping i sydöstra Kina. Den ligger i Lianzhou i staden Qingyuan i provinsen Guangdong, omkring 220 kilometer nordväst om provinshuvudstaden Guangzhou. Antalet invånare är 22 396. Befolkningen består av 11 077 kvinnor och 11 319 män. Barn under 15 år utgör 21,0 %, vuxna 15-64 år 63 %, och äldre över 65 år 14,0 %.